# Södertälje
Södertälje este un oraș în Suedia.

## Demografie
| \| Evoluția demografică a zonei urbane Södertälje, 1970–2015 \| Evoluția demografică a zonei urbane Södertälje, 1970–2015 \| Evoluția demografică a zonei urbane Södertälje, 1970–2015 \| Evoluția demografică a zonei urbane Södertälje, 1970–2015 \| Evoluția demografică a zonei urbane Södertälje, 1970–2015 \| \| --------------------------------------------------------------------------------------- \| --------------------------------------------------------- \| --------------------------------------------------------- \| --------------------------------------------------------- \| --------------------------------------------------------- \| \| An \| \| \| Locuitori \| \| \| 1970 \| 1970 \| \| 57.494 \| 57.494 \| \| 1975 \| 1975 \| \| 58.408 \| 58.408 \| \| 1980 \| 1980 \| \| 58.711 \| 58.711 \| \| 1990 \| 1990 \| \| 58.097 \| 58.097 \| \| 1995 \| 1995 \| \| 57.327 \| 57.327 \| \| 2000 \| 2000 \| \| 59.342 \| 59.342 \| \| 2005 \| 2005 \| \| 60.279 \| 60.279 \| \| 2010 \| 2010 \| \| 64.619 \| 64.619 \| \| 2015 \| 2015 \| \| 70.777 \| 70.777 \| \| Sursa: SCB - Statistika Centralbyrån, Folkmängden per tätort. Vart femte år 1960 - 2016 \| \| \| \| \| |      |  |           |        |
| Evoluția demografică a zonei urbane Södertälje, 1970–2015 |      |  |           |        |
| An |      |  | Locuitori |        |
| 1970 | 1970 |  | 57.494    | 57.494 |
| 1975 | 1975 |  | 58.408    | 58.408 |
| 1980 | 1980 |  | 58.711    | 58.711 |
| 1990 | 1990 |  | 58.097    | 58.097 |
| 1995 | 1995 |  | 57.327    | 57.327 |
| 2000 | 2000 |  | 59.342    | 59.342 |
| 2005 | 2005 |  | 60.279    | 60.279 |
| 2010 | 2010 |  | 64.619    | 64.619 |
| 2015 | 2015 |  | 70.777    | 70.777 |
| Sursa: SCB - Statistika Centralbyrån, Folkmängden per tätort. Vart femte år 1960 - 2016 |      |  |           |        |

## Personalități născute aici
- Dagmar Falk (1912 - 2019), lingvistă;
- Jan Guillou (n. 1944), jurnalist, scriitor.